# هينيتشيسك
هينيتشيسك (Генічеськ) هي مدينة في محافظة كيرسون في أوكرانيا.

## المناخ
يظهر الجدول التالي التغييرات المناخية على مدار السنة لهينيتشيسك:
| البيانات المناخية لـهينيتشيسك     | البيانات المناخية لـهينيتشيسك | البيانات المناخية لـهينيتشيسك | البيانات المناخية لـهينيتشيسك | البيانات المناخية لـهينيتشيسك | البيانات المناخية لـهينيتشيسك | البيانات المناخية لـهينيتشيسك | البيانات المناخية لـهينيتشيسك | البيانات المناخية لـهينيتشيسك | البيانات المناخية لـهينيتشيسك | البيانات المناخية لـهينيتشيسك | البيانات المناخية لـهينيتشيسك | البيانات المناخية لـهينيتشيسك | البيانات المناخية لـهينيتشيسك |
| الشهر                             | يناير                         | فبراير                        | مارس                          | أبريل                         | مايو                          | يونيو                         | يوليو                         | أغسطس                         | سبتمبر                        | أكتوبر                        | نوفمبر                        | ديسمبر                        | المعدل السنوي                 |
| --------------------------------- | ----------------------------- | ----------------------------- | ----------------------------- | ----------------------------- | ----------------------------- | ----------------------------- | ----------------------------- | ----------------------------- | ----------------------------- | ----------------------------- | ----------------------------- | ----------------------------- | ----------------------------- |
| الدرجة القصوى °م (°ف)             | 14.1 (57.4)                   | 17.0 (62.6)                   | 22.4 (72.3)                   | 27.8 (82.0)                   | 31.8 (89.2)                   | 37.1 (98.8)                   | 38.3 (100.9)                  | 38.4 (101.1)                  | 33.6 (92.5)                   | 29.1 (84.4)                   | 22.3 (72.1)                   | 16.3 (61.3)                   | 38.4 (101.1)                  |
| متوسط درجة الحرارة الكبرى °م (°ف) | 0.5 (32.9)                    | 0.9 (33.6)                    | 5.2 (41.4)                    | 12.7 (54.9)                   | 19.9 (67.8)                   | 25.0 (77.0)                   | 28.0 (82.4)                   | 27.1 (80.8)                   | 21.9 (71.4)                   | 14.9 (58.8)                   | 8.3 (46.9)                    | 3.0 (37.4)                    | 14.0 (57.2)                   |
| المتوسط اليومي °م (°ف)            | −2.1 (28.2)                   | −2.0 (28.4)                   | 1.9 (35.4)                    | 9.0 (48.2)                    | 16.0 (60.8)                   | 20.8 (69.4)                   | 23.5 (74.3)                   | 22.5 (72.5)                   | 17.4 (63.3)                   | 11.1 (52.0)                   | 5.5 (41.9)                    | 0.5 (32.9)                    | 10.4 (50.7)                   |
| متوسط درجة الحرارة الصغرى °م (°ف) | −4.6 (23.7)                   | −4.6 (23.7)                   | −0.7 (30.7)                   | 5.7 (42.3)                    | 11.8 (53.2)                   | 16.0 (60.8)                   | 18.3 (64.9)                   | 17.5 (63.5)                   | 12.9 (55.2)                   | 7.5 (45.5)                    | 3.0 (37.4)                    | −1.8 (28.8)                   | 6.8 (44.2)                    |
| أدنى درجة حرارة °م (°ف)           | −30.3 (−22.5)                 | −28.0 (−18.4)                 | −18.4 (−1.1)                  | −9.0 (15.8)                   | −2.2 (28.0)                   | 0.2 (32.4)                    | 8.4 (47.1)                    | 6.0 (42.8)                    | −5.4 (22.3)                   | −12.2 (10.0)                  | −20.8 (−5.4)                  | −22.1 (−7.8)                  | −30.3 (−22.5)                 |
| الهطول مم (إنش)                   | 34.7 (1.37)                   | 30.8 (1.21)                   | 30.7 (1.21)                   | 30.1 (1.19)                   | 35.1 (1.38)                   | 40.6 (1.60)                   | 35.7 (1.41)                   | 27.9 (1.10)                   | 27.4 (1.08)                   | 25.6 (1.01)                   | 32.9 (1.30)                   | 36.1 (1.42)                   | 387.7 (15.26)                 |
| متوسط أيام هطول الأمطار           | 18.2                          | 16.6                          | 13.9                          | 9.0                           | 5.9                           | 8.3                           | 3.6                           | 4.1                           | 7.8                           | 9.6                           | 17.8                          | 16.0                          | 130.8                         |
| متوسط الرطوبة النسبية (%)         | 88.5                          | 85.7                          | 81.6                          | 75.1                          | 65.7                          | 66.3                          | 66.8                          | 65.2                          | 74.8                          | 77.2                          | 87.5                          | 86.7                          | 76.8                          |
| ساعات سطوع الشمس الشهرية          | 46.5                          | 77.0                          | 130.2                         | 208.5                         | 308.5                         | 306.0                         | 311.6                         | 310.0                         | 232.5                         | 161.2                         | 55.5                          | 43.4                          | 2٬190٫8                       |
| المصدر: Climatebase.ru            |                               |                               |                               |                               |                               |                               |                               |                               |                               |                               |                               |                               |                               |

## معرض صور

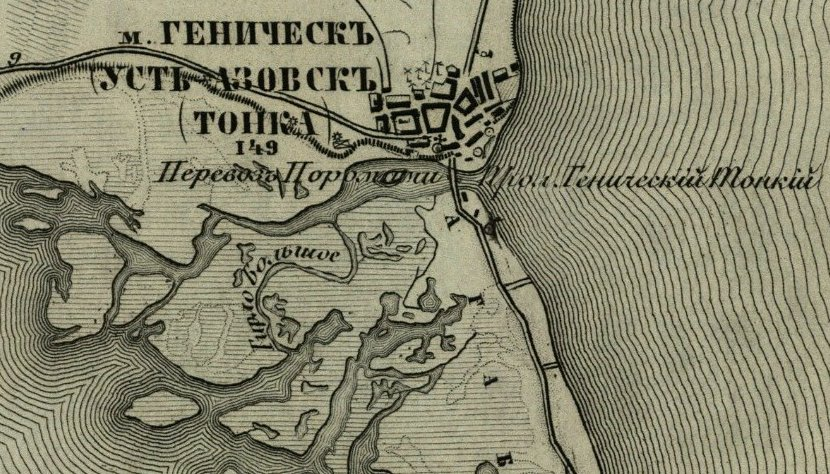
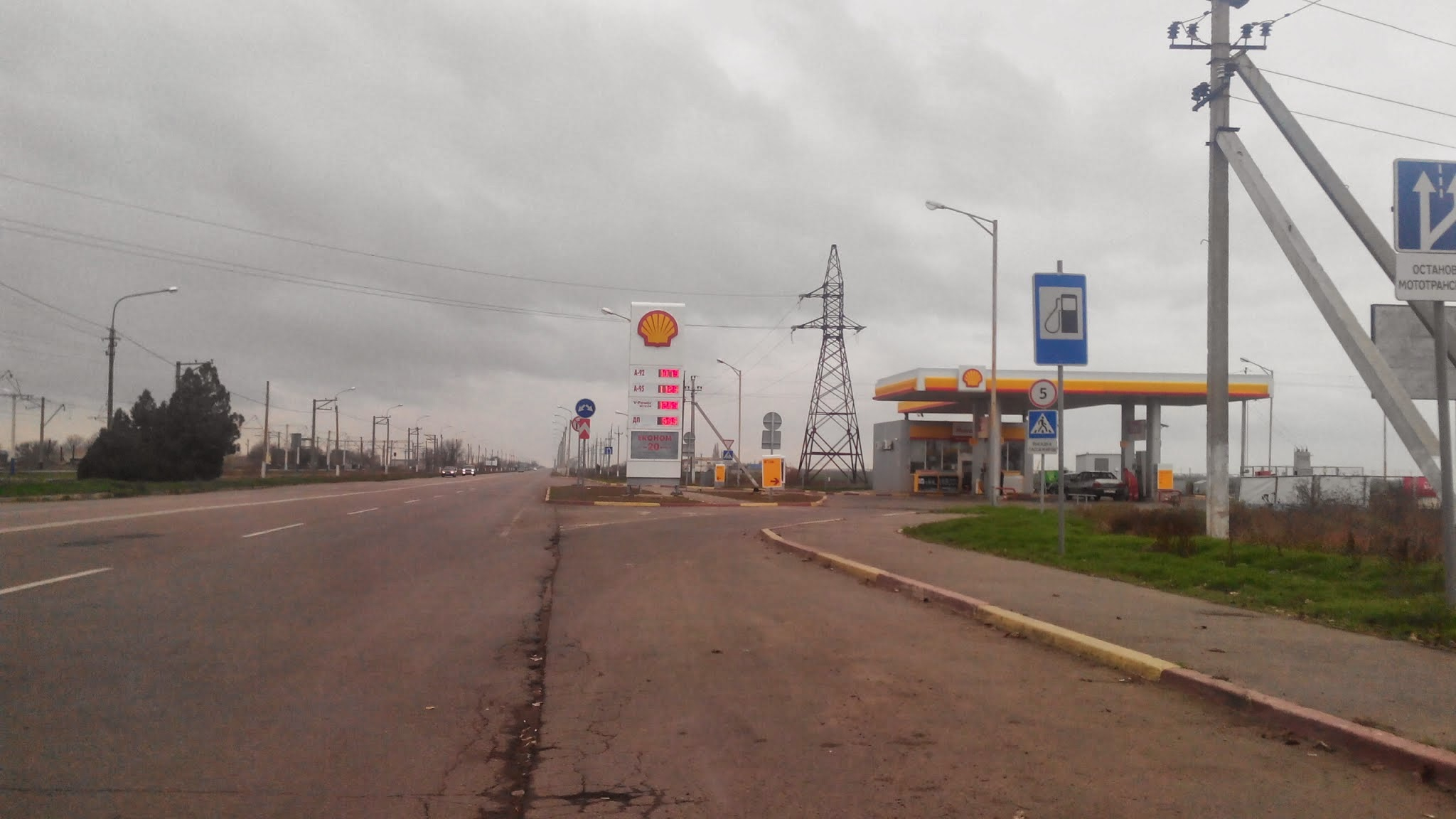
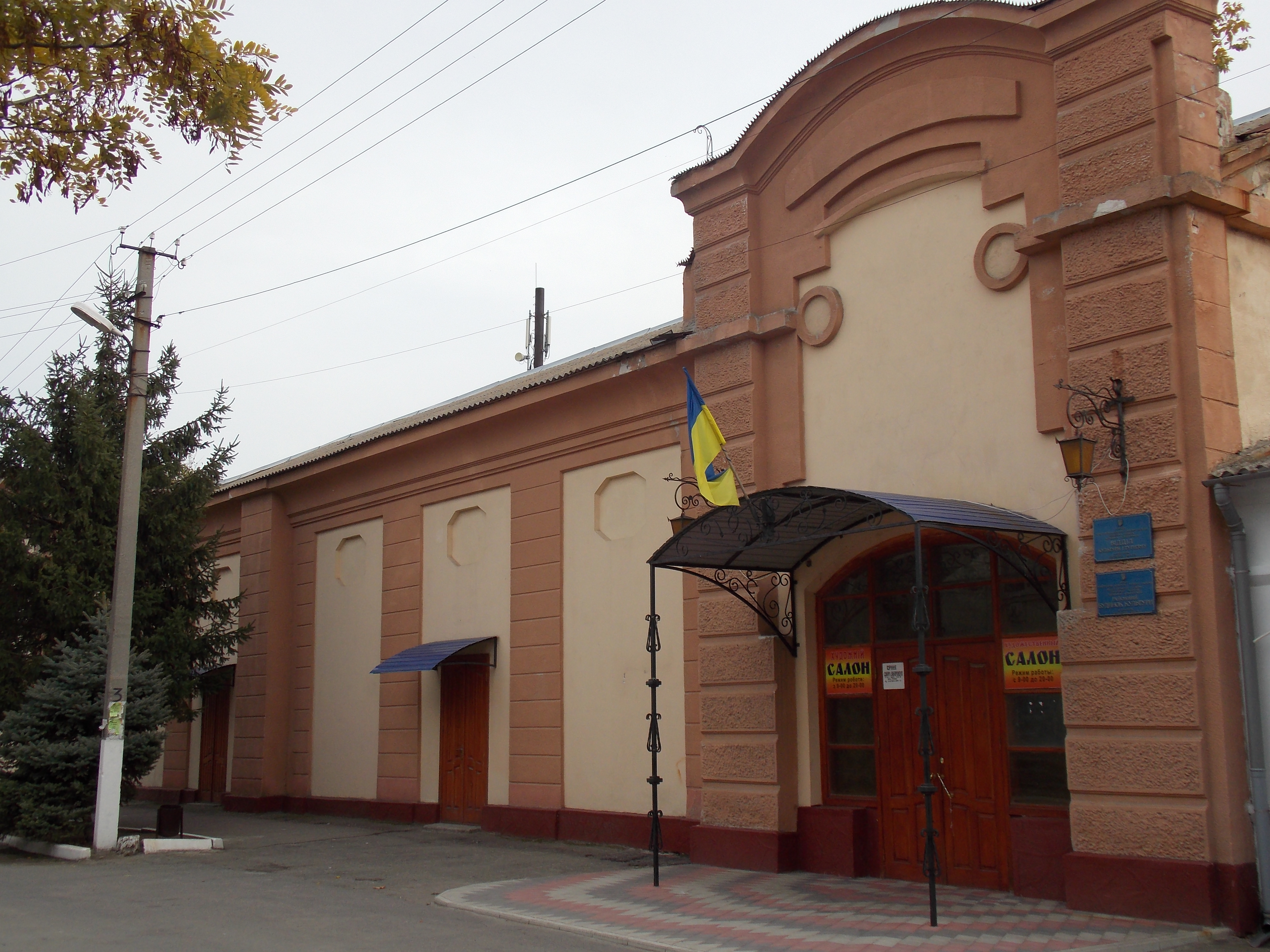
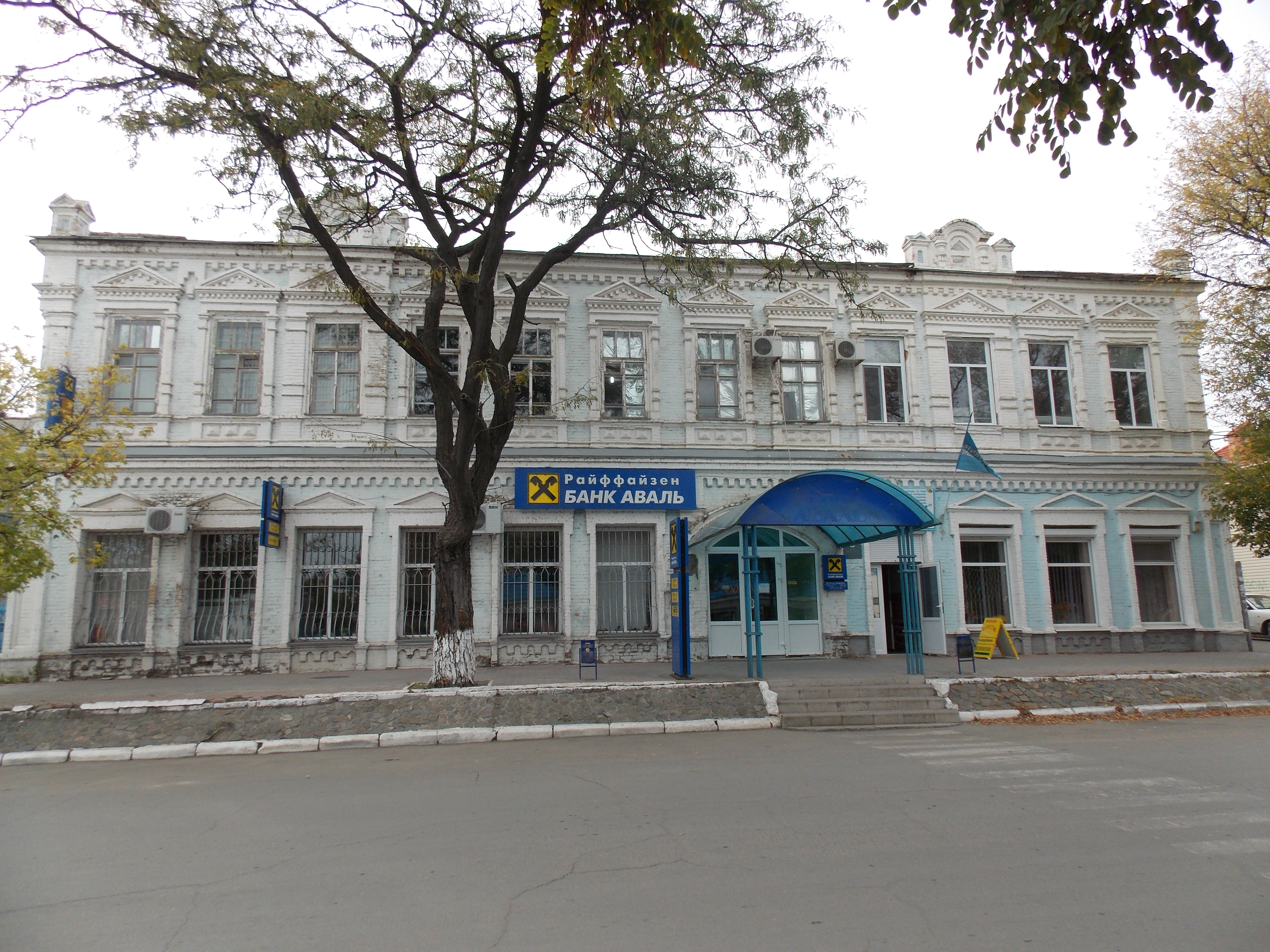
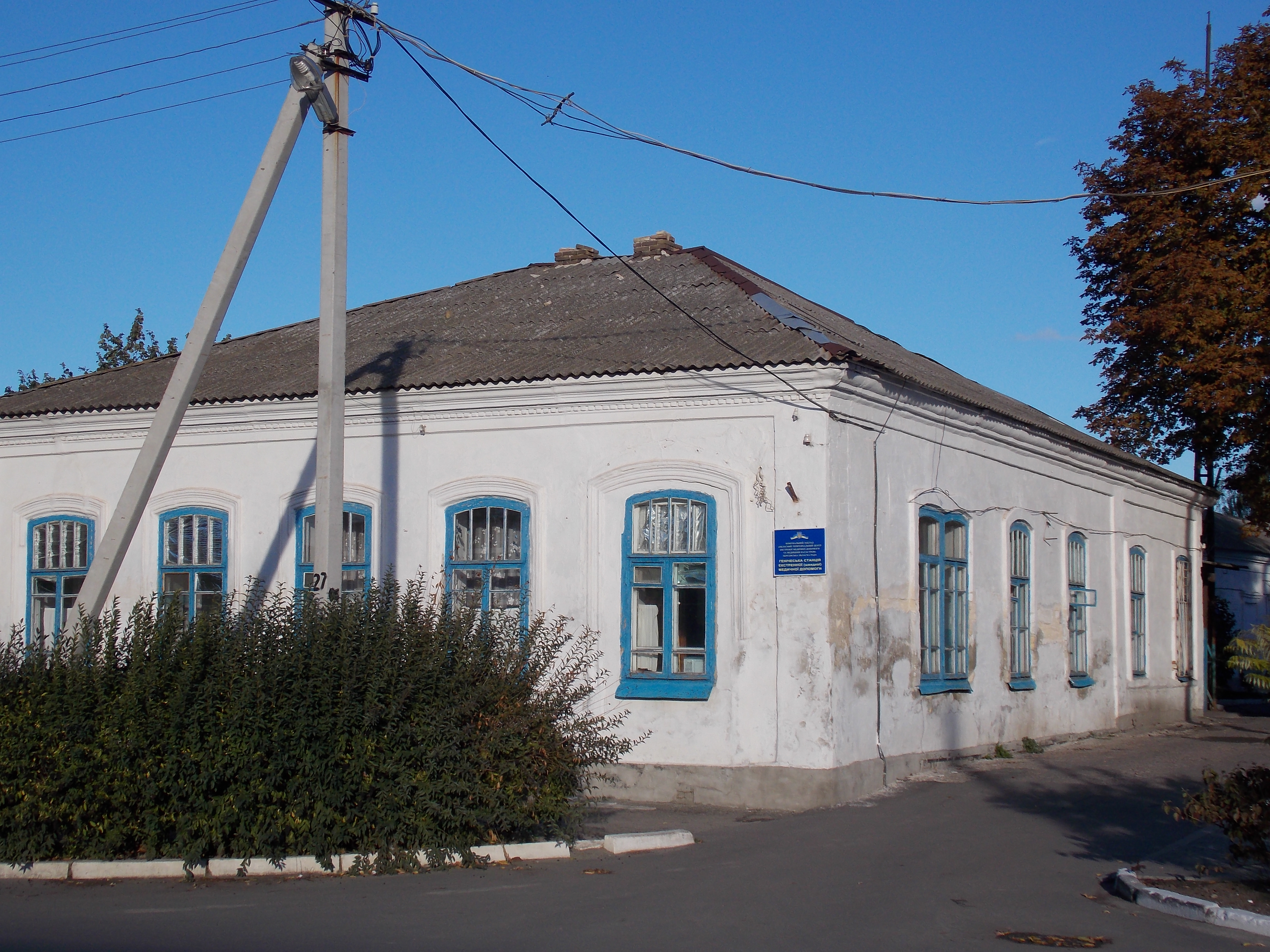

## أعلام
- أنتون شفيتس